# بوسه بابا شب‌بخیر
بوسه بابا شب‌بخیر (به انگلیسی: Kiss Daddy Goodnight) فیلمی محصول سال ۱۹۸۷ و به کارگردانی پیتر لی هومیر است. در این فیلم بازیگرانی همچون اوما تورمن، پال دیلون، پال ریچاردز، استیو بوشمی و آنابل گروویچ ایفای نقش کرده‌اند.